# Вирфт
Вирфт (њем. Wirft) општина је у њемачкој савезној држави Рајна-Палатинат. Једно је од 74 општинска средишта округа Арвајлер. Према процјени из 2010. у општини је живјело 147 становника. Посједује регионалну шифру (AGS) 7131086.

## Географски и демографски подаци
Вирфт се налази у савезној држави Рајна-Палатинат у округу Арвајлер. Општина се налази на надморској висини од 345 метара. Површина општине износи 3,2 km². У самом мјесту је, према процјени из 2010. године, живјело 147 становника. Просјечна густина становништва износи 45 становника/km².